# Груди (селище)
Груди — селище в Україні, у Коропській селищній громаді Новгород-Сіверського району Чернігівської області. Населення становить 22 осіб. До  2016 орган місцевого самоврядування — Коропська селищна рада.

## Символіка
На гербі зображена кольчуга, яка зазвичай прикриває грудну клітину, де знаходяться найважливіші органи, і символізує назву села (герб є напівпромовистим). Вгорі герба зображена різдвяна зірка, що символізує село Рождественське з яким сильно пов'язане, внизу герба - глухар, що символізує лісовий масив біля села. Кольчуга у вигляді ланцюгів також символізує перетин доріг біля села.

## Історія
12 червня 2020 року, відповідно до розпорядження Кабінету Міністрів України № 730-р «Про визначення адміністративних центрів та затвердження територій територіальних громад Чернігівської області», увійшло до складу Коропської селищної громади.
19 липня 2020 року, в результаті адміністративно-територіальної реформи та ліквідації Коропського району, увійшло до складу Новгород-Сіверського району Чернігівської області.